# Teofilacto de Constantinopla
Teofilacto de Constantinopla (em grego: Θεοφύλακτος Λακαπηνός; romaniz.: Theophylaktos Lakapenos; 917 - 27 de fevereiro de 956), também conhecido como Teofilacto Lecapeno, foi o patriarca de Constantinopla entre 2 de fevereiro de 933 e 27 de fevereiro de 956.

## Biografia
Teofilacto era o filho mais novo do imperador bizantino Romano I Lecapeno (r. 920–944) e Teodora. O imperador tinha plano de fazer do seu filho o patriarca assim que Nicolau I Místico morreu, em 925, mas dois pequenos patriarcados (Estevão II e Trifão) e um período vago de dois anos se passaram antes que Teofilacto pudesse ser considerado velho o suficiente para se encarregar de seus deveres como patriarca (ainda assim, ele tinha apenas 16 anos). Nesta época (ou pouco antes), ele foi castrado para ajudar sua carreira na igreja. Teofilacto foi o terceiro patriarca de Constantinopla em sequência a ser filho de um imperador e o único a ter se tornado um durante o reinado de seu pai. Seu patriarcado, de pouco mais de 23 anos, foi longo para os padrões da época e seu pai conseguiu assegurar o apoio do Papa João XI para sua elevação. Sem contar o eunuco bastardo Basílio Lecapeno, que foi apontado como paracemomeno, Teofilacto foi o único filho de Romano I a manter uma posição de prestígio após a decadência da família em 945.
Teofilacto apoiava as políticas do pai e buscava o ecumenismo eclesiástico, mantendo contato próximo com o patriarca de Alexandria e o patriarca de Antioquia. Ele enviou missionários aos magiares tentando apoiar os esforços diplomáticos imperiais no final da década de 940 Por volta da mesma época, Teofilacto aconselhou seu sobrinho, o imperador Pedro I da Bulgária (r. 927–969) sobre a nova heresia dos bogomilos. Teofilacto também introduziu alguns elementos teatrais à liturgia bizantina, algo que não foi universalmente aceito pelo conservador clero que o rodeava.
Os críticos de Teofilacto o descrevem como sendo um homem irreverente, interessado primordialmente em seu enorme haras de cavalos, que estaria pronto para abandonar a Liturgia Divina em Santa Sofia para estar presente no parto de uma de suas éguas favoritas. Ironicamente, Teofilacto morreria após cair de um cavalo em 956.